# Ravni (Republika Serbska)
Ravni (cyr. Равни) – wieś w Bośni i Hercegowinie, w Republice Serbskiej, w gminie Gacko. W 2013 roku liczyła 2 mieszkańców.